# Filadelfia Ovest

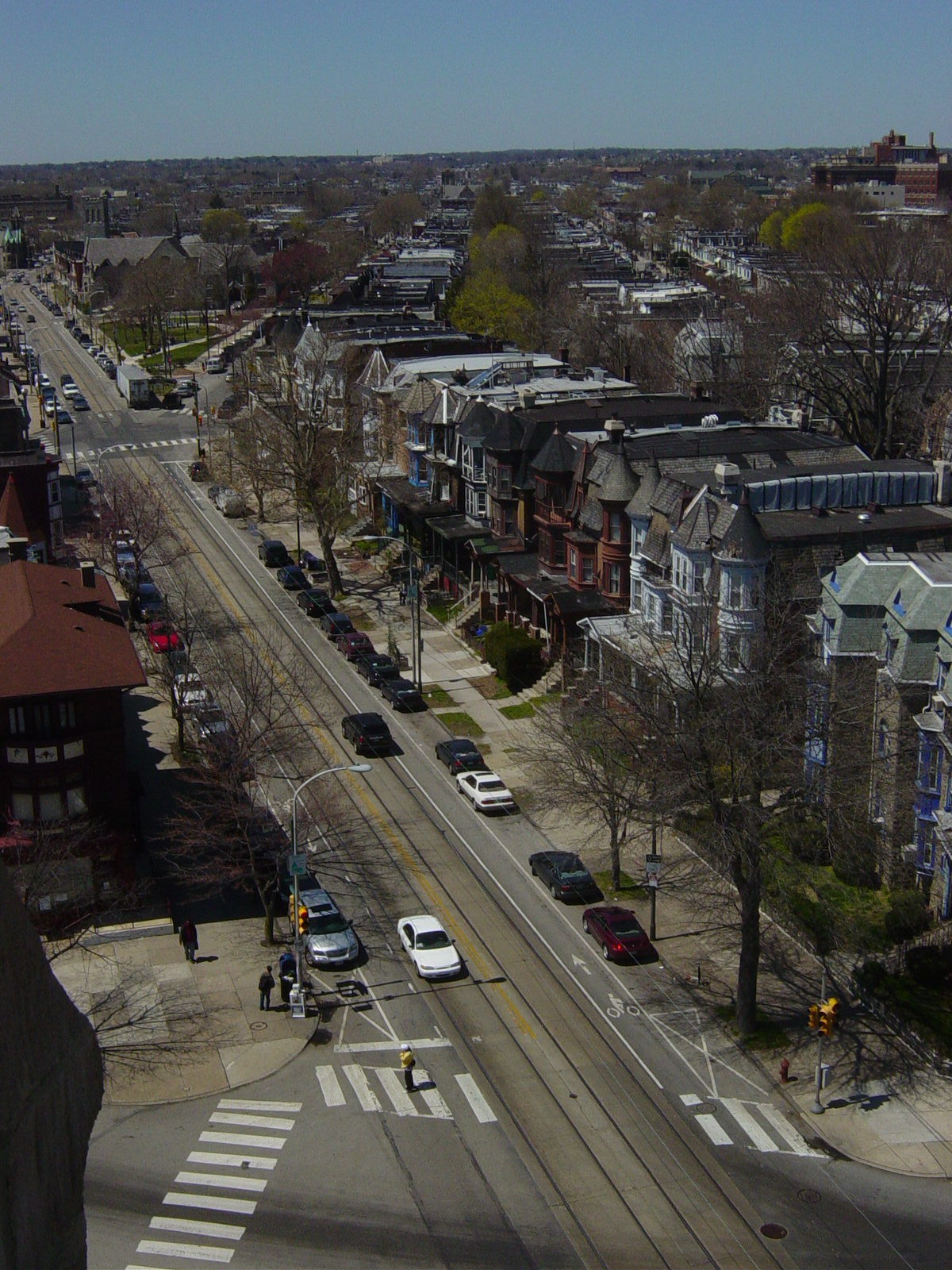
West Philadelphia, guardando a ovest, dal campanile della Chiesa unita metodista del Calvario tra la 48° strada e la Baltimore Avenue

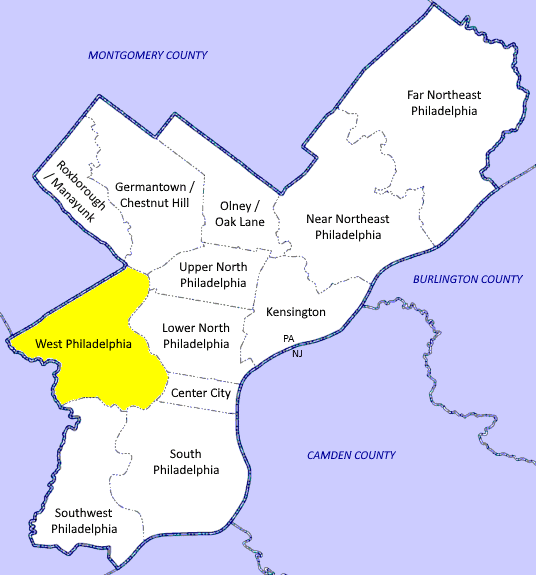
Il quartier nella carta della città

Filadelfia Ovest ( in inglese: West Philadelphia abbreviato in West Philly) è quartiere della città di Filadelfia negli Stati Uniti.

## Demografia
Secondo il Censimento del 2010 ci sono 216433 persone che vivono nei codici postali 19104, 19131, 19139, 19143 e 19151.  (Map)

### Demografia etnica
- Non ispanici, neri o afroamericani: 164921 (76.2%)
- Non ispanici/italiani, bianchi: 37010 (17.1%)
- Hispanica o Latina: 4328 (2.0%)
- indianoamericani: 4112 (1.9%)
- Asiatici: 3246 (1.5%)
- Misti o altro: 2813 (1.3%)

## Cultura di massa
Negli anni tra il 1990 e il 2000 andò in onda la sitcom Willy, il principe di Bel-Air che impersona il personaggio, Will Smith, un ragazzo di strada intelligente nato e cresciuto nel quartiere di West Philly.